# Pacific Ranges
Pacific Ranges (česky Pacifická pásma) je soustava horských pásem, pohoří, v Britské Kolumbii, v jihozápadní části Kanady. Leží severně od řeky Fraser a jižně od pohoří Kitimat Ranges (od Burkova zálivu).
Pacific Ranges jsou součástí Pobřežních hor, tvoří jejich nejjižnější část.
Nejvyšší horou je Mount Waddington s 4 019 m.
K dalším nejvyšším horám náleží Monarch Mountain (3 555 m) nebo Mount Queen Bess (3 298 m). V pohoří Pacific Ranges se nachází čtyři z pěti největších ledovců mírného pásma na světě (zbylý pátý leží rovněž v oblasti Pobřežních hor). V pohoří se rovněž nachází známý lyžařský areál ve Whistleru.